# Cerkev sv. Ane, Višnja Gora
Mestna cerkev sv. Ane je podružnična cerkev župnije Višnja Gora, ki stoji na vrhu podolgovatega pomola v starem delu Višnje Gore.

## Opis
Cerkev, ki stoji na vrhu podologovatega griča, v starem mestnem jedru Višnje Gore se prvič omenja leta 1507, vendar bi lahko stala na današnjem mestu zagotovo že v 15. stoletju. Svojo današnjo podobo je cerkev dobila v 18. stoletju, ko so leta 1703 sezidali novo ladjo, kasneje pa so uredili še fasado in ladji uredili nov obok. Dela so bila zaključena s posvetivijo cerkvije leta 1767, ki jo je posvetil goriški nadškof Karol Mihael Attems. Z razliko, ki jo je doživela ladja in je bila temeljito barokizirana, pa je gostki prezbiterij z mrežasto zvezdastim obokom ostal, z njim pa, sicer pod beležem, še vse do začetka 20. stoletja tudi freske iz 15. stoletja.
Glavni oltar je delo Gašperja Goetzla iz leta 1835, medtem ko sta dva stranska, cehovska, oltarja iz 18. stoletja. Pomembnejši deli pa sta še kip sv. Ane in slika enega izmed stranskega oltarja, ki je delo Franca Antona Nierrnberga.